# Scotopteryx turturia
Scotopteryx turturia är en fjärilsart som beskrevs av Treitschke 1827. Scotopteryx turturia ingår i släktet backmätare, och familjen mätare. Inga underarter finns listade.